# 巌蝉秋
巌 蝉秋（いわお ぜんしゅう）は、日本の男性声優。主にアダルトゲームに声をあてている。

## 人物
- 主に老人役で出演している。

## 出演作品

### アダルトゲーム

#### 2003年
- 夏音 -Overture-（マスター）

#### 2005年
- 夏音 -Ring-（マスター）
- Tears to Tiara ～ティアーズ・トゥ・ティアラ～（オガム）
- 天使ノ二挺拳銃（渡部 一斉[1]）
- 夜刀姫斬鬼行（柴牙 幻一郎）
- 夜明け前より瑠璃色な（鷹見沢 左門[2]）

#### 2006年
- ウィズ アニバーサリィー（校長[3]）
- PP -ピアニッシモ- 操リ人形ノ輪舞（逢禅寺 清正[4]）
- マブラヴ オルタネイティヴ（田所艦長）

#### 2007年
- 君が主で執事が俺で -They are My noble Masters-（大佐[5]）
- 夜刀姫斬鬼行 -剣の巻-（柴牙幻一郎）

#### 2008年
- 真・恋姫†無双 〜乙女繚乱☆三国志演義〜（卑弥呼[6]）
- sweet pool（翁長邦仁[7]）
- プリンセスラバー!（アルフレッド[8]）

#### 2012年
- 真剣で私に恋しなさい!S（大佐）

#### 2013年
- 虚ノ少女（戌亥 文治[9]）
- 木洩れ陽のノスタルジーカ（左門 宗矩[10]）
- どらぺこ! 〜おねだりドラゴンとおっぱい勇者〜（オヅヌ[11]）